# آن شب (فیلم ۱۹۸۳)
آن شب (به مالایالم: Aa Raathri) و (به انگلیسی: That Night) فیلمی هندی محصول سال ۱۹۹۲ و به کارگردانی جوشی است. در این فیلم بازیگرانی همچون مموتی و پورنیما باگیاراج ایفای نقش کرده‌اند.